# 倫利岩
倫利岩（英語：Lonely Rock），是南極洲的岩石，位於葛拉漢地的詹姆斯羅斯島，處於希登湖以東，海拔高度7米，由英國研究隊繪入地圖，現時由南極條約體系管理。